# Боб та дерева
«Боб та дерева» (англ. Bob and the Trees) — американо-французький драматичний фільм в стилі веріте, знятий Дієґо Онґаро. Світова прем'єра стрічки відбулась 26 січня 2015 року на кінофестивалі «Санденс». Також фільм був показаний в секції «Фестиваль фестивалів» 45-го Київського міжнародного кінофестивалю «Молодість».

## У ролях
- Боб Тарасюк — Боб Тарасюк
- Метт Ґаллагер — Метт Тарасюк
- Поллі Макінтайр — Поллі
- Вінтроп Баррет
- Наталіель Ґреґорі

## Сюжет
Фільм розповідає про лісоруба Боба Тарасюка, що має слабкість до ґольфу і ґанґста-репу. Зима. Провінційний Массачусетс. 50-річний чоловік щосили намагається звести кінці з кінцями. Коли невдала інвестиція ставить під загрозу сімейну справу, Бобом починає оволодівати темний бік його «я».

## Визнання
| Нагороди та номінації фільму «Боб та дерева» | Нагороди та номінації фільму «Боб та дерева» | Нагороди та номінації фільму «Боб та дерева» | Нагороди та номінації фільму «Боб та дерева» | Нагороди та номінації фільму «Боб та дерева» | Нагороди та номінації фільму «Боб та дерева» |
| Рік                                          | Нагорода                                     | Категорія                                    | Номінант                                     | Результат                                    |                                              |
| -------------------------------------------- | -------------------------------------------- | -------------------------------------------- | -------------------------------------------- | -------------------------------------------- | -------------------------------------------- |
| 2015                                         | Міжнародний кінофестиваль в Карлових Варах   | «Кришталевий глобус» за найкращий фільм      | «Боб та дерева»                              | Перемога                                     |                                              |
| 2015                                         | Міжнародний кінофестиваль в Карлових Варах   | Приз екуменічного журі                       | «Боб та дерева»                              | Перемога                                     |                                              |
| 2015                                         | Кінофестиваль Woodstock                      | Найкраща операторська робота                 | Кріс Тіґ, Денні Веккіоні                     | Перемога                                     |                                              |
| 2015                                         | Кінофестиваль Woodstock                      | Нагорода Ultra Indie (Спеціальна згадка)     | «Боб та дерева»                              | Перемога                                     |                                              |
| 2015                                         | Цюрихський кінофестиваль                     | Найкращий фільм                              | «Боб та дерева»                              | Номінація                                    |                                              |